# کیرشایم (تورینگن)
کیرشایم (به آلمانی: Kirchheim) یک شهر در آلمان است که در ایلم-کرایس واقع شده‌است. کیرشایم  ۱٬۲۳۷ نفر جمعیت دارد.